# Rubén Gregorio Delgado Carmona
Rubén Gregorio Delgado Carmona (ur. 16 marca 1968 w Trujillo) – wenezuelski duchowny katolicki, biskup San Felipe od 2025.

## Życiorys
23 kwietnia 1994 otrzymał święcenia kapłańskie i został inkardynowany do diecezji Trujillo. Był m.in. wykładowcą, ojcem duchownym i wicerektorem seminarium duchownego w Méridzie, wikariuszem sądowym, tymczasowym administratorem diecezji oraz jej wikariuszem generalnym, a także rektorem seminarium w Trujillo.
29 listopada 2024 papież Franciszek mianował go biskupem diecezji San Felipe. Sakry udzielił mu 8 lutego 2025 biskup José Trinidad Fernández Angulo.